# Diammoniumtrisulfid
Diammoniumtrisulfid ist eine chemische Verbindung aus der Gruppe der Ammoniumsalze und anorganischen Polysulfide.

## Gewinnung und Darstellung
Diammoniumtrisulfid kann durch Reaktion von Schwefel mit Ammoniumhydrogensulfid gewonnen werden.
{\displaystyle \mathrm {2\ (NH_{4})SH+2\ S\rightarrow (NH_{4})_{2}S_{3}+H_{2}S} }

## Eigenschaften
Diammoniumtrisulfid gehört zu den Ammoniumsulfiden, zu denen auch Ammoniumsulfid und Ammoniumhydrogensulfid zählen. Es ist eine klare gelbe bis rötliche Flüssigkeit mit einem Geruch nach verfaulten Eiern.

## Verwendung
Diammoniumpolysulfid wird als Analysechemikalie (zum Nachweis von Cyaniden), bei der Willgerodt-Reaktion und als Insektizid eingesetzt. Früher wurde es auch in Stinkbomben verwendet, jedoch sind in Deutschland Stinkbomben auf der Basis von Ammoniumsulfid, Ammoniumhydrogensulfid und Ammoniumpolysulfiden laut § 3 der Bedarfsgegenständeverordnung verboten.